# Mariano Moreno (Neuquén)
Mariano Moreno est une ville de la province de Neuquén, en Argentine, qui se trouve dans le département de Zapala. Située au centre de la province, en Patagonie, la ville est une destination touristique.

## Situation
La ville se trouve sur les rives de l'Arroyo Covunco affluent du río Neuquén.
Elle est située 20 kilomètres au nord de Zapala, sur la légendaire route nationale 40 au km 2.420.

## Population
La ville comptait 1 952 habitants en 2001, ce qui représentait un accroissement de 15,5 % face aux 1 715 recensés en 1991. Elle forme une agglomération avec la localité voisine de Covunco Centro.

## Tourisme
Au sud de la ville on peut admirer la lagune Mariano Moreno qui attire de nombreux oiseaux.